# Liste des plus anciens bâtiments et structures de Hong Kong

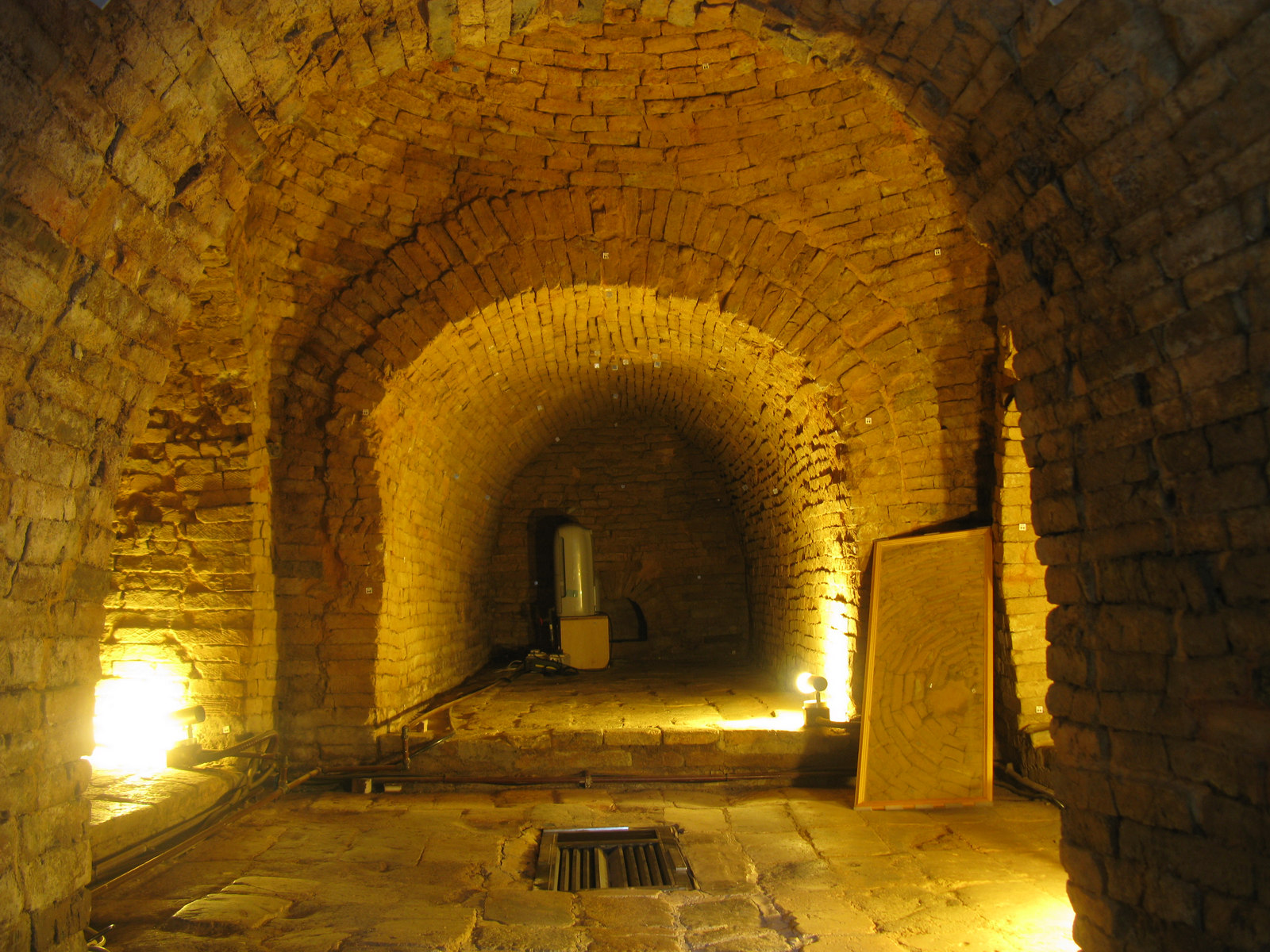
La tombe han de Lei Cheng Uk, découverte en 1955 dans le district de Sham Shui Po, est la plus ancienne structure de Hong Kong, sa construction étant datée de 25 à 220 av. J.C.

Liste des plus anciens bâtiments et structures de Hong Kong.

## Avant 1800
Bien que Hong Kong était peu peuplée avant l'arrivée des Britanniques, la région possède un certain nombre de bâtiments historiques :
| Bâtiment                         | Année d'achèvement | Constructeur | Localisation   |
| -------------------------------- | ------------------ | ------------ | -------------- |
| Tombe han de Lei Cheng Uk        | 25-220 av. J.C     |              | Sham Shui Po   |
| Fort de Tung Chung               | 1174–1189          |              | Tung Chung     |
| Temple de Tin Hau                | 1266               |              | Sai Kung       |
| Pagode de Tsui Sing Lau          | 15e siècle         |              | Ping Shan (en) |
| Salle des ancêtres de Tang       | 14e siècle         |              | Ping Shan      |
| Salle des ancêtres de Yu Kiu     | 16e siècle         |              | Ping Shan      |
| Manoir Sau Choi                  |                    |              | Ping Shan      |
| Musée folklorique de Law Uk      | 18e siècle         |              | Chai Wan (en)  |
| Fort de Tung Lung                | 1719–1724          |              | Sai Kung       |
| Fort de Fan Lau                  | 1729               |              | Lantau         |
| Tour d'entrée de Ma Wat Wai (en) | 1730-1790          |              | Fanling        |
| Tour d'entrée de Kun Lung (en)   | 1744               |              | Fanling        |
| Sam Tung Uk                      | 1786               |              | Tsuen Wan      |

## 19esiècle
La plupart des bâtiments construits pendant cette période l'ont été par les Britanniques et principalement sur l'île de Hong Kong et la péninsule de Kowloon :
| Bâtiment                                               | Année d'achèvement | Constructeur                                                | Style                   | Localisation                       |
| ------------------------------------------------------ | ------------------ | ----------------------------------------------------------- | ----------------------- | ---------------------------------- |
| Temple de Yeung Hau                                    | 1811               |                                                             |                         | Ha Tsuen (en)                      |
| Batterie de Tung Chung                                 | 1817               |                                                             |                         | Tung Chung                         |
| Fort de Stanley                                        | Années 1840 ?      |                                                             | Victorien               | Stanley                            |
| Caserne Victoria                                       | Années 1840 – 1874 |                                                             | Victorien               | Central                            |
| Prison Victoria                                        | 1841               |                                                             | Victorien               | Central                            |
| Maison Murray                                          | 1844               | Major Aldrich et Lieutenant Collinson des ingénieurs royaux | Classique               | Déménagée à Stanley depuis Central |
| Maison Flagstaff                                       | 1846               |                                                             | Colonial                | Central                            |
| Restes de la citadelle de Kowloon et yamen             | 1847               |                                                             |                         | Kowloon                            |
| Cathédrale Saint-John de Hong Kong                     | 1847               |                                                             | Gothique victorien      | Central                            |
| Maison de l'évêque (en)                                | 1848               |                                                             | Renaissance Tudor       | Central                            |
| Maison du gouvernement                                 | 1855               | Charles St George Cleverly                                  | Colonial/Japonais       | Central                            |
| Ancien commissariat de Stanley                         | 1859               | Victorien                                                   |                         | Stanley                            |
| University Hall (université de Hong Kong)              | 1861               | Douglas Lapraik (en)                                        | Tudor et Gothique       | Pok Fu Lam (zh)                    |
| Bloc des casernes du commissariat de police de Central | 1864               |                                                             | Colonial                | Central                            |
| Fat Tong Chau - Ancien poste de douane chinois         | 1868               |                                                             |                         | Île de Junk, Sai Kung              |
| Phare du cap d'Aguilar                                 | 1875               |                                                             |                         | Cap d'Aguilar                      |
| Complexe du phare de Green Island                      | 1875, 1905         |                                                             |                         | Green Island (en)                  |
| Observatoire de Hong Kong                              | 1883               |                                                             | Colonial                | Tsim Sha Tsui                      |
| Ancien quartier général de la police maritime          | 1884               |                                                             | Colonial                | Tsim Sha Tsui                      |
| Fort Lei Yue Mun                                       | 1887               |                                                             |                         | Lei Yue Mun (en)                   |
| Cathédrale de l'Immaculée-Conception de Hong Kong      | 1888               | Crawley & Company                                           | Renaissance gothique    | Niveaux intermédiaires             |
| Ancien dépôt laitier                                   | 1892               | Danby & Leigh                                               | Architecture éclectique | Central                            |
| Phare de Waglan (en)                                   | 1893               |                                                             |                         |                                    |
| Ancien commissariat de Stanley                         | 1899               |                                                             |                         | Tai Po (en)                        |

## Début duXXesiècle
| Bâtiment                                                     | Année d'achèvement | Constructeur                    | Style                | Localisation             |
| ------------------------------------------------------------ | ------------------ | ------------------------------- | -------------------- | ------------------------ |
| Synagogue Ohel Leah (zh)                                     | 1901–1902          |                                 | Colonial séfarade    | Niveaux intermédiaires   |
| Ancienne école britannique de Kowloon (en)                   | 1902               |                                 | Victorien            | Tsim Sha Tsui            |
| Pavillon de la porte (en)                                    | 1902–1904          |                                 | Renaissance          | Pic Victoria             |
| Ancien hôpital militaire britannique                         | 1903               |                                 |                      | Niveaux intermédiaires   |
| Ancien institut pathologique                                 | 1905               |                                 |                      | Niveaux intermédiaires   |
| Western Market (en)                                          | 1906               |                                 | Édouardien           | Central                  |
| Église Saint-André                                           | 1906               |                                 | Victorien-gothique   | Tsim Sha Tsui            |
| Ancien bureau du district nord (en)                          | 1907               |                                 |                      | Tai Po (en)              |
| Tour de Signal Hill (en)                                     | 1907               |                                 |                      | Tsim Sha Tsui            |
| Tour de l'horloge                                            | 1910               |                                 | Renaissance grecque  | Tsim Sha Tsui            |
| Bloc du QG et blocs A-D du commissariat de police de Central | 1910               |                                 |                      | Central                  |
| Bâtiment principal de l'université de Hong Kong              | 1910–1912          | Leigh & Orange (en)             |                      | Niveaux intermédiaires   |
| Bâtiment du Conseil législatif                               | 1912               | Sir Aston Webb                  | Néo-classique        | Central                  |
| Ancien bureau de poste de Wan Chai (en)                      | 1912–1913          |                                 | Renaissance grecque  | Wan Chai                 |
| Ancienne magistrature centrale                               | 1913–1914          |                                 | Renaissance grecque  | Central                  |
| Salle Elliot de l'université de Hong Kong                    | 1914               |                                 | Édouardien           | Niveaux intermédiaires   |
| Ancienne maison du Commodore                                 | 1914               |                                 | Néo-classicisme      | Central                  |
| Musée du Dr Sun Yat-sen                                      | 1914               |                                 | Renaissance grecque  | Central                  |
| Salle May de l'université de Hong Kong                       | 1915               |                                 | Édouardien           | Niveaux intermédiaires   |
| Bâtiment principal du Helena May (en)                        | 1916               |                                 |                      | Central                  |
| Ancienne mission française de Hong Kong                      | 1917               |                                 | Néo-classicisme      | Central                  |
| Bâtiment Hung Hing Ying de l'université de Hong Kong         | 1919               |                                 | Néo-classicisme      |                          |
| Bloc nord du St. Joseph's College (en)                       | 1920               |                                 |                      | Central                  |
| Ancienne caserne de pompiers de Kowloon                      | 1920               |                                 |                      | Tsim Sha Tsui            |
| Bâtiment principal du St. Stephen's Girls' College (en)      | 1923               |                                 |                      | Niveaux intermédiaires   |
| Immeuble Pedder (en)                                         | 1923               |                                 |                      | Central                  |
| Poste de police de Sham Shui Po (en)                         | 1924               |                                 |                      | Sham Shui Po             |
| Écurie du commissariat de police de Central                  | 1925               |                                 |                      | Tsim Sha Tsui            |
| Bloc ouest du St. Joseph's College (en)                      | 1925               |                                 |                      | Central                  |
| Poste de police de Yau Ma Tei (en)                           | 1925               |                                 |                      | Yau Ma Tei (en)          |
| Église du Christ de l'église Hop Yat en Chine                | 1926               |                                 |                      | Tsim Sha Tsui            |
| The Peninsula Hong Kong                                      | 1928               |                                 |                      | Tsim Sha Tsui            |
| Bâtiment Tang Chi Ngong de l'université de Hong Kong         | 1929               |                                 |                      |                          |
| École diocésaine pour garçons (en)                           | 1929               |                                 |                      | Mong Kok/Ho Man Tin (zh) |
| Pavillon de Fanling (en)                                     | 1934               | Département des travaux publics | Mixte                | Fanling                  |
| Manoir Haw Par                                               | 1935               |                                 | Renaissance chinoise | Tai Hang (zh)            |
| Tung Lin Kok Yuen (en)                                       | 1935               |                                 | Renaissance chinoise | Happy Valley             |
| Bâtiment Morrison du Centre Hoh Fuk Tong (en)                | 1936               |                                 |                      | Tuen Mun                 |
| King Yin Lei                                                 | 1937               | A.R. Fenton-Rayen               | Renaissance chinoise | Niveaux intermédiaires   |
| Cathédrale de la Sainte-Trinité (en)                         | 1937               |                                 | Chinois traditionnel | Kowloon City             |

## Après la Seconde Guerre mondiale
| Bâtiment                                      | Année d'achèvement | Constructeur               | Localisation  |
| --------------------------------------------- | ------------------ | -------------------------- | ------------- |
| Bâtiment de la banque de Chine                | 1952               |                            | Central       |
| Hôtel de ville de Hong Kong                   | 1962               |                            | Central       |
| Embarcadère de ferries d'Edinburgh Place (en) | 1957               |                            | Central       |
| Embarcadère de ferries de Tsim Sha Tsui       | 1957               |                            | Tsim Sha Tsui |
| Jetée de la reine (en)                        | 1957               | Ron Phillips et Alan Fitch | Central       |
| Bureaux du gouvernement central (en)          | 1957               |                            | Central       |